# Судженка (селище)
Су́дженка (рос. Судженка) — селище у складі Яйського округу Кемеровської області, Росія.

## Населення
Населення — 596 осіб (2010; 749 у 2002).
Національний склад (станом на 2002 рік):
- росіяни — 96 %